# نبردناو کلاس شارنهورست
کلاس شارنهورست (به انگلیسی: Scharnhorst-class battleship) یک کلاس از کشتی است که طول آن 
- 235 m (772 ft) overall* 226 m (741.5 ft) waterline

 می‌باشد.